# Apelo à autoridade anônima
Apelo à autoridade anônima é uma falácia que consiste em atribuir afirmações a autoridades sem nomeá-las. Assemelha-se muito ao apelo à autoridade, porém, nesse caso, apresenta informações que não podem ser confirmadas.
Pode ser usado atribuindo a afirmação a um boato. Costuma ser expresso através de weasel words.

## Exemplos
- Especialistas no assunto dizem que a melhor maneira de prevenir uma guerra nuclear é se preparando para ela.

Não informa quem são os especialistas ou a fonte desta informação.
- Estudiosos apontam que a masturbação pode causar impotência.

Não se sabe quais são os estudiosos e se essa informação foi, de fato, confirmada.